# Nova Maringá
Nova Maringá – miasto i gmina w Brazylii, w stanie Mato Grosso.